# Станко Стојилковић
Станко Стојилковић (Каравуково, 25. август 1950) српски је биолог и академик, ванредни члан састава Одељења хемијских и биолошких наука Српске академије науке и уметности од 30. октобра 2003.

## Биографија
Завршио је докторат на Природно-математичком факултету Универзитета у Новом Саду 1982. године. Радио је као управник Одсека за ћелијску сигнализацију у Националном институту за здравље детета и хумани развој Сједињених Америчких Држава. Истражује неуробиологију, неуроендокринологију и ћелијску сигнализацију. Био је члан редакције Endocrinology и Endocrine 1999, Molecular Endocrinology 2002, Journal of Biological Chemistry 2003. и Current Chemical Biology 2006. Члан је Ендокринолошког друштва од 1987, Америчког друштва за биохемију и молекуларну биологију од 1990, један је од чланова–оснивача Америчког неуро-ендокринолошког друштва 1997. и члан је Друштва за неуронауке од 1998. године. Добитник је награде Националног института за здравље детета и хумани развој Сједињених Америчких Држава 1997. и награде за заслуге 2002.